# 流浪者行动
流浪者行动（Operation Dingo），也被称为西莫尤大屠杀（Chimoio massacre），是罗德西亚安全部隊在1977年11月23至25日针对穆加贝在莫桑比克希莫尤和腾布（Tembue）地区设立的津巴布韦非洲民族解放军营地所进行的成功的突袭行动。

## 結果
據報有3,000多名津巴布韦非洲民族解放军战士死亡和5,000人受伤，而只有两个政府军官兵死亡，6人受伤。